# Robert Blanc
Pour l’article homonyme, voir Robert Blanc (les Arcs).
Robert Blanc est un footballeur français né le 18 mai 1944 à Carnoules et mort le 17 mai 1992 dans le 10ème arrondissement de Paris. Ce joueur a évolué comme attaquant.

## Statistiques
| Saison                | Club                  | Championnat           | Championnat | Championnat | Coupe(s) nationale(s) | Coupe(s) nationale(s) | Total | Total |
| Saison                | Club                  | Division              | M.          | B.          | M.                    | B.                    | M.    | B.    |
| 1961-1962             | SC Toulon             | Division 2            | 6           | 4           | -                     | -                     | 6     | 4     |
| 1962-1963             | SC Toulon             | Division 2            | 7           | 2           | 1                     | 0                     | 8     | 2     |
| 1963-1964             | SC Toulon             | Division 2            | 29          | 11          | 7                     | 2                     | 36    | 13    |
| 1964-1965             | SC Toulon             | Division 1            | 23          | 4           | 4                     | 2                     | 27    | 6     |
| Sous-total            | Sous-total            | Sous-total            | 65          | 21          | 12                    | 4                     | 77    | 25    |
| 1965-1966             | AS Angoulême          | Division 2            | 36          | 15          | 1                     | 0                     | 37    | 15    |
| Sous-total            | Sous-total            | Sous-total            | 36          | 15          | 1                     | 0                     | 37    | 15    |
| 1966-1967             | US Boulogne           | Division 2            | 17          | 7           | -                     | -                     | 17    | 7     |
| Sous-total            | Sous-total            | Sous-total            | 17          | 7           | -                     | -                     | 17    | 7     |
| 1966-1967             | Olympique lyonnais    | Division 1            | 11          | 1           | -                     | -                     | 11    | 1     |
| Sous-total            | Sous-total            | Sous-total            | 11          | 1           | -                     | -                     | 11    | 1     |
| 1967-1968             | SEC Bastia            | Division 2            | 31          | 13          | -                     | -                     | 31    | 13    |
| 1968-1969             | SEC Bastia            | Division 1            | 10          | 0           | -                     | -                     | 10    | 0     |
| Sous-total            | Sous-total            | Sous-total            | 41          | 13          | -                     | -                     | 41    | 13    |
| 1968-1969             | AS Nancy-Lorraine     | Division 2            | 22          | 16          | 1                     | 0                     | 23    | 16    |
| 1969-1970             | AS Nancy-Lorraine     | Division 2            | 22          | 21          | 6                     | 4                     | 28    | 25    |
| Sous-total            | Sous-total            | Sous-total            | 44          | 37          | 7                     | 4                     | 51    | 41    |
| 1970-1971             | Limoges FC            | Division 2            | 26          | 20          | 1                     | 0                     | 27    | 20    |
| 1971-1972             | Limoges FC            | Division 2            | 24          | 18          | -                     | -                     | 24    | 18    |
| Sous-total            | Sous-total            | Sous-total            | 50          | 38          | 1                     | 0                     | 51    | 38    |
| 1972-1973             | Stade poitevin        | Division 2            | 32          | 16          | 2                     | 2                     | 34    | 18    |
| 1973-1974             | Stade poitevin        | Division 2            | 27          | 8           | -                     | -                     | 27    | 8     |
| Sous-total            | Sous-total            | Sous-total            | 59          | 24          | 2                     | 2                     | 61    | 26    |
| Total sur la carrière | Total sur la carrière | Total sur la carrière | 323         | 156         | 23                    | 10                    | 346   | 166   |

## Palmarès

### En équipe
- SEC Bastia
  - Division 2
    - Vainqueur (1) : 1968

### Distinctions personnelles
- Meilleur buteur du Championnat de France de Division 2 en 1970 (21 buts)
- Meilleur buteur du Championnat de France de Division 2 (groupe centre) en 1971 (20 buts)